# Mihu Arbore
Mihu Arbore (secolul al XVI-lea) a fost Hatman pe vremea lui Petru Rareș. În 1538 îl părăsește pe Petru Rareș, pentru adversarul său, Ștefan Lăcustă, pe care la ucis cu ceilalți boieri în 1539.
1. ↑  Lecca, Octav-George (1899). Familiile boieresti romane : istoric si genealogie. p. 4.